# Ліберія на літніх Олімпійських іграх 2004
Ліберія брала участь у літніх Олімпійських іграх 2004 року в Афінах десятий раз у своїй історії, але не завоювала жодної медалі. Збірну країни представляла 1 жінка.